# زیردریایی کلاس ولیانت
زیردریایی کلاس ولیانت (به انگلیسی: Valiant-class submarine) یک کلاس از زیردریایی است که طول آن ۲۸۵ فوت (۸۷ متر) می‌باشد.